# سلزسکه رودولتیتسه
سلزسکه رودولتیتسه (به چکی: Slezské Rudoltice) یک منطقهٔ مسکونی در جمهوری چک است که در شهرستان برونتال واقع شده‌است.